# Кресты (Тарусский район)
Кресты — деревня в Тарусском районе Калужской области России. Входит в состав сельского поселения «Село Лопатино».

## География
Деревня находится в северо-восточной части Калужской области, в зоне хвойно-широколиственных лесов, в пределах северной части Среднерусской возвышенности, при автодороге 29Н-435, на расстоянии примерно 14 километров (по прямой) к западу-юго-западу от города Тарусы, административного центра района. Абсолютная высота — 208 метров над уровнем моря.

### Климат
Климат характеризуется как умеренно континентальный, с тёплым летом и умеренно холодной снежной зимой. Абсолютный минимум температуры воздуха составляет −46 °C; абсолютный максимум — 38 °C. Среднегодовое количество атмосферных осадков составляет 654 мм, из которых 441 мм выпадает в период с апреля по октябрь. Снежный покров держится в течение 139 дней.

### Часовой пояс
Деревня Кресты, как и вся Калужская область, находится в часовой зоне МСК (московское время). Смещение применяемого времени относительно UTC составляет +3:00.

## Население
| 2002 | 2010 |
| ---- | ---- |
| 30   | ↘22  |

### Половой состав
По данным Всероссийской переписи населения 2010 года в гендерной структуре населения мужчины составляли 45,5 %, женщины — соответственно 54,5 %.

### Национальный состав
Согласно результатам переписи 2002 года, в национальной структуре населения русские составляли 100 %.

## Инфраструктура
Личное подсобное хозяйство с зоной сельскохозяйственного использования, индивидуальная застройка усадебного типа.
Основа экономики — сельское хозяйство.

## Памятные места
Братская могила павших воинов в боях с немецко-фашистскими захватчиками в октябре-декабре 1941 года на территории Лопатинской сельской администрации. Всего в братской могиле захоронено военнослужащих Советской Армии 130 человек, из них известны имена 52 человек из воинских частей 619 стр. бригады. 55 КД
В 1950-1955 годах сельчане перезахоронили останки  военнослужащих в братскую могилу из населённых пунктов: Аксинино, Лопатино, Вятское, Толмачёво, Кресты.

## Транспорт
Деревня доступна автотранспортом.